# Leonhard Goffiné
Leonhard Goffiné (Broich bei Jülich, 6 december 1648 – Idar-Oberstein, 11 augustus 1719) was een Premonstratenzer kanunnik in het Steinfeldklooster en religieus volksschrijver. Hij stelde onder meer een huisprekenboek samen dat met 120 oplagen en talrijke vertalingen tot de meest verspreide christelijk-religieuze wereldliteratuur behoort.